# Djuptjärnarna, Ångermanland
Djuptjärnarna är en sjö i Sollefteå kommun i Ångermanland och ingår i Ångermanälvens huvudavrinningsområde. Djuptjärnarna ligger i Fransmyran Natura 2000-område.